# Magic Jewelry
Magic Jewelry (魔法寶石S, Mófǎ BǎoshíP) è un videogioco rompicapo del 1990 programmato da Hwang Shinwei per la console NES, che spesso viene distribuito all'interno di molti suoi cloni hardware e cartucce pirata (queste ultime sia multigioco che non). Venne pubblicato dalla RCM Group senza una licenza ufficiale da parte di Nintendo.

## Modalità di gioco
Il titolo è uno dei più noti cloni di Columns, nel quale i punteggi vengono guadagnati disponendo colorati gioielli cadenti su uno spazio rettangolare in gruppi di tre o anche più (orizzontalmente, verticalmente o diagonalmente), al fine di rimuoverli. Ci si avanza di livello nel momento in cui una colonna bianca, lampeggiante con delle "X", appare e cade sulla parte vuota del campo (ottenendo normali punti) o sopra un gioiello, causando in quest'ultimo modo la rimozione di tutti quelli dello stesso colore. L'aumento della difficoltà è dovuta soprattutto alla velocità di caduta dei pezzi, partendo dal primo (il numero 0), fino al continuo progressivo avanzare.

## Caratteristiche
L'immagine di sfondo del gioco raffigura New York durante la notte (tratta dall'introduzione di Golgo 13: Top Secret Episode), con a sinistra parte della città e a destra la Statua della Libertà. Il colore di quest'ultima, insieme al sottofondo musicale, cambiano a seconda del livello e sono ripetuti ciclicamente.

## Musica
Le colonne sonore presenti in Magic Jewelry (assieme alle colorazioni) sono otto, ovvero versioni ad 8-bit di vari classici esistenti, tranne quella del livello 3, che è un riarrangiamento della musica di sottofondo del primo e quarto livello di Altered Beast. A partire dal livello 8 sino al livello 15 si sentono altri arrangiamenti dei primi quattro brani. Le informazioni riguardo esse sono elencate di seguito.
| Lvl | Titolo del brano                                           | Descrizione                                                                                   |
| --- | ---------------------------------------------------------- | --------------------------------------------------------------------------------------------- |
| 0   | All Kinds of Everything                                    | Canzone composta da Darry Lindsay e Jackie Smith, cantata da Dana                             |
| 1   | Happy Chinese Festival (欢乐中国节S, Huānlè Zhōngguó JiéP) | Musica composta da Chen Yang                                                                  |
| 2   | Descendants of the Dragon (龍的傳人S, Lóng de ChuánrénP)   | Canzone composta da Hou Dejian, cantata da Lee Chien-Fu                                       |
| 3   | Rise from Your Grave                                       | Musica composta da Tōru Nakabayashi                                                           |
| 4   | Jägerchor (Coro dei cacciatori)                            | Musica composta da Carl Maria von Weber                                                       |
| 5   | Moonlight on the Colorado                                  | Canzone composta da Billy Moll e Robert A. King, cantata da Dick Robertson and His Collegians |
| 6   | Greensleeves                                               | Antica musica folk inglese                                                                    |
| 7   | Speak Softly Love (Love Theme From The Godfather)          | Musica composta da Nino Rota                                                                  |

## Sequel
Hwang Shinwei programmò nel 1991 il seguito Magic Jewelry II (寶石方塊二代S, Bǎoshí Fāngkuài Èr DàiP), come sempre pubblicato da RCM Group senza licenza per il Nintendo Entertainment System. Lui introdusse in esso novità quali una modalità competitiva per due giocatori, sei nuovi temi a scelta per i pezzi con sei nuove correlate immagini di sfondo, e, un nuovo brano arrangiato ad 8-bit (Tennessee Waltz, composto da Pee Wee King).